# Comitatul Kennebec, Maine
Comitatul Kennebec, conform originalului din engleză Kennebec County, este unul din cele 16 comitate ale statului american Maine, din Statele Unite ale Americii. Sediul comitatului este localitatea Augusta.

## Demografie
|  | Graficele sunt indisponibile din cauza unor probleme tehnice. Mai multe informații se găsesc la Phabricator și la wiki-ul MediaWiki. |

Date: Wikidata - grafică realizată de Wikipedia